# Christian Hohnbaum
Johann Christian Hohnbaum (* 6. November 1747 in Rodach; † 13. November 1825) war Dichter geistlicher Lieder und Mitherausgeber der Hildburghäuser Dorfzeitung.

## Leben und Wirken
Christian Hohnbaum entstammte einer der ältesten Familien der Stadt. Seine Vorfahren waren zumeist Bäckermeister gewesen, aber auch Bürgermeister, so wie sein Vater. Seine Mutter war die Tochter des Ratskämmerers.
Hohnbaum wuchs zusammen mit fünf älteren Geschwistern auf. Weil er etwas schwächlich war, sollte er nicht Bäcker, sondern Barbier werden. Um das dafür notwendige Latein zu erlernen, schickten ihn die Eltern auf die Ratsschule nach Coburg. Nach kurzer Zeit trat er ins Gymnasium Casimirianum ein, das er vom Herbst 1761 bis 1766 besuchte. Ab dem 23. Februar 1767 studierte er an der Universität Göttingen Theologie und Philosophie. Am 13. Juni 1770 unterzog er sich dem theologischen Examen in Coburg. In der Familie des Freiherrn von Könitz zu Untersiemau trat er eine Stelle als Hauslehrer an. Dort lernte er den Freiherrn Christian Truchseß von Wetzhausen kennen, mit dem ihn eine lebenslange Freundschaft verband.
Auf sein zukünftiges Leben hatte der Pfarrer von Großheirath großen Einfluss. Im Januar 1775 wurden drei Kandidaten für die Stelle eines Diakons in Rodach vorgeschlagen. Am 2. Februar 1775 hielt Hohnbaum seine Predigt zur Probe. Auf ausdrücklichen Befehl von Herzog Ernst Friedrich, der eine Predigt des jungen Geistlichen gehört hatte, wurde dieser am 10. Februar 1775 zum Diakon in Rodach ordiniert. Schon im Frühjahr berief ihn der Herzog als Hofdiakonus zu Coburg. Nach dem Tod des dortigen Hofpredigers wurde er 1780 zu dessen Nachfolger ernannt.

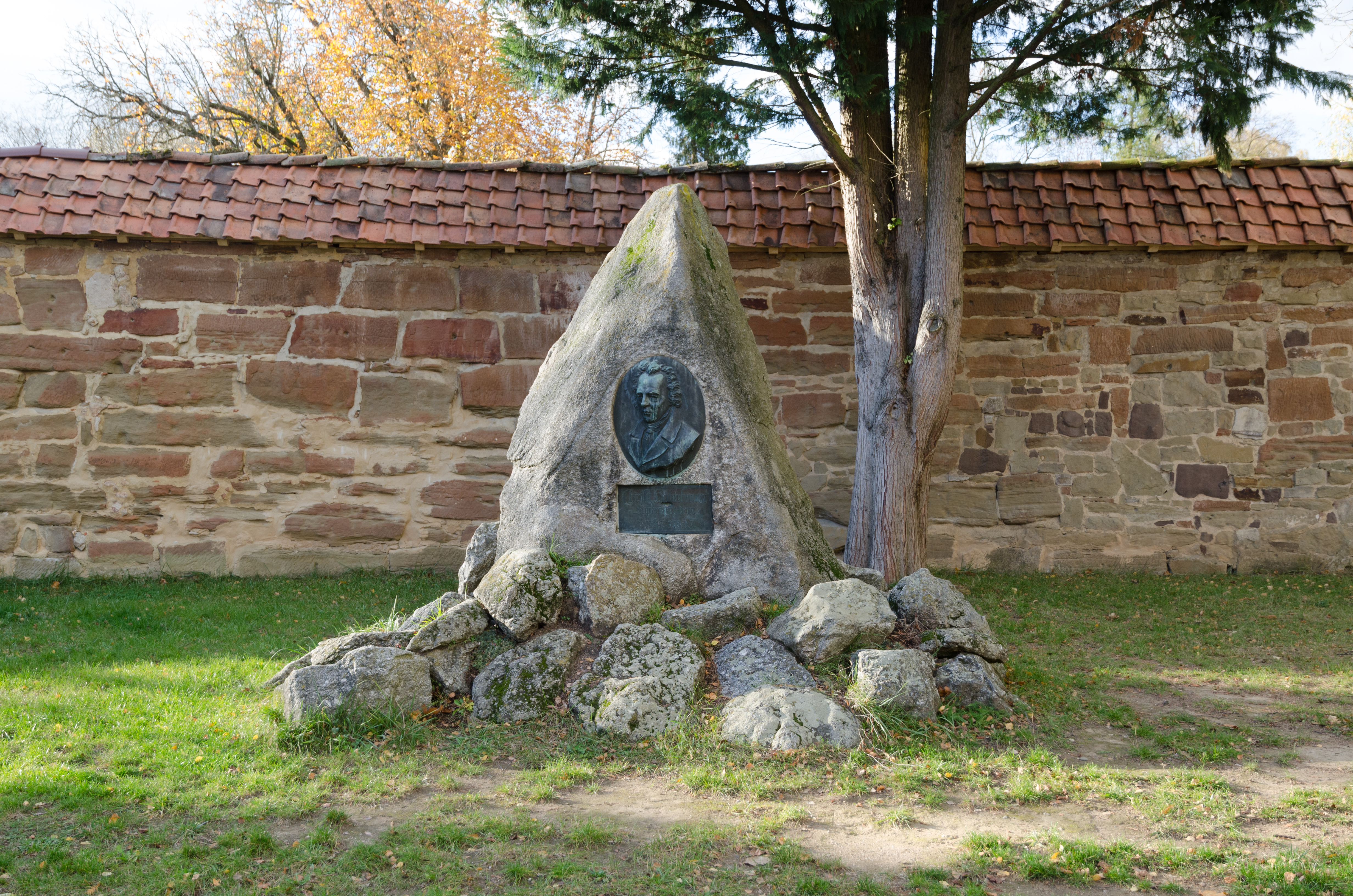
Hohnbaum-Denkmal in Bad Rodach

1786 kehrte er als Superintendent in seine Heimatstadt Rodach zurück. Sein Amtsbereich deckte sich in etwa mit der heutigen Ephorie. Er zog mit seiner großen Familie in das neuerbaute Pfarrhaus in der heutigen Herrengasse 6, dessen großes Wohnzimmer ihm zugleich als Studierstube diente. Mit dem Dichter und Sprachgelehrten Friedrich Rückert, den er nach Rodach einlud, verband ihn eine lebenslange Freundschaft.
Am 13. November 1825, kurz nach seinem 78. Geburtstag, starb Christian Hohnbaum. Sein Grabmal ist noch erhalten, ebenso ein Denkmal, das von E. Wegner geschaffen und am 1. November 1907 eingeweiht wurde; es steht unter Denkmalschutz (D-73-158-30).
Der Arzt und Publizist Carl Hohnbaum (* 12. Januar 1780 in Coburg; † 17. September 1855 in Hildburghausen) war sein Sohn.

## Werke

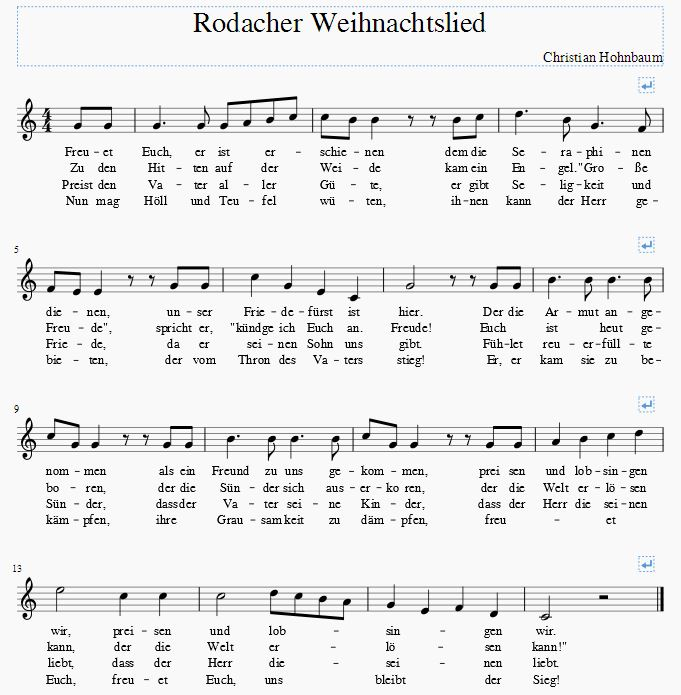

- Berichtigung der Geschichte des Vater- und Muttermörders Hofmann und einiger dabey geäusserter Begriffe, Hildburghausen: Johann Gottfried Hanisch, 1791; Digitalisat der Niedersächsischen Staats- und Universitätsbibliothek Göttingen
- Rodacher Weihnachtslied
- Mit großer Wahrscheinlichkeit stammt der Text der Kantate Die Schöpfung von Benedikt Kraus von Hohnbaum[1]